# ماریا لانتسندورف
ماریا لانتسندورف (به آلمانی: Maria Lanzendorf) یک منطقهٔ مسکونی در اتریش است که در ناحیه وین-اومگه‌بونگ واقع شده‌است. ماریا لانتسندورف ۱٫۶۹ کیلومتر مربع مساحت دارد ۱۷۱ متر بالاتر از سطح دریا واقع شده‌است.